# Karel Hlaváček
Karel Hlaváček (ur. 24 sierpnia 1874 w Pradze, zm. 15 czerwca 1898 tamże) – czeski poeta, przedstawiciel czeskiej Moderny, w szczególności symbolizmu. 
Pochodził z biednej praskiej rodziny i od początku stykał się z nędzą, będącą stałym elementem życia robotniczych dzielnic rozwijającego się przemysłowego miasta. Poczucie krzywdy było w przypadku poety dodatkowo spotęgowane nieuleczalną wówczas gruźlicą, która przerwała jego życie i twórczość, gdy miał zaledwie dwadzieścia cztery lata. Ciężkie doświadczenia życiowe z jednej strony wywoływały u niego odruch buntu, popychając go ku dekadentyzmowi, z drugiej strony napełniały go tęsknotą za życiem pełniejszym i piękniejszym, poświęconym twórczości artystycznej.
Hlaváček debiutował tomem Sokolské sonety (1895), który w niewielkim tylko stopniu zapowiadał późniejszy rozkwit jego niekwestionowanego talentu. Za właściwy początek twórczości symbolistycznej należy uznać tomik Pozdě k ránu (1896). Z tego zbiorku pochodzi utwór Svou violu jsem naladil co možno nejhlouběji, typowy dla poetyki symbolizmu i charakteryzujący się niezwykłą muzycznością, będącą znakiem rozpoznawczym liryki Hlaváčka. Wiersz jest napisany jambicznym piętnastozgłoskowcem, ulubionym rozmiarem poety:
Svou violu jsem naladil co možno nejhlouběji
a tichý doprovod k ní pozdě za večera pěji.
Hráč náruživý zádumčivých, sešeřelých nálad,
chci míti divné kouzlo starých, ironických ballad.
A na zděděnou violu svou těm jen, těm jen hraji,
již k ránu v nocích nejistých do dálek naslouchají…
Mé melodie chtějí míti smutek všeho toho,
co rostlo, vykvetlo a zrálo marně, pro nikoho.
W modelu liryki muzycznej spod znaku Pieśni jesiennej Paul Verlaine'a mieści się też utwór Hrál kdosi na hoboj, napisany czeskim aleksandrynem:
Hrál kdosi na hoboj, a hrál již kolik dní,
hrál vždycky navečer touž píseň mollovou
a ani nerozžal si oheň pobřežní,
neb všecky ohně prý tu zhasnou, uplovou.
Najważniejszym zbiorem poety jest cykl Mściwa kantylena (1898), w którym poeta utożsamił się z holenderskimi powstańcami, Gezami, którzy w końcu XVI wieku podnieśli bunt przeciwko hiszpańskiej tyranii. Tom ten, zapowiadający ekspresjonizm, zamyka twórczość przedwcześnie zmarłego poety.
Hlaváček próbował swoich sił również jako malarz, rysownik i krytyk sztuki.
Na język polski utwory Hlaváčka tłumaczyli Jacek Baluch i Józef Waczków. Zostały one zamieszczone w antologii Czescy symboliści, dekadenci, anarchiści przełomu XIX i XX wieku (Wrocław 1983).